# Michael Gregory Jackson
Michael Gregory Jackson (auch: Michael Gregory; * 28. August 1953 in New Haven (Connecticut)) ist ein amerikanischer Musiker (Gitarre, Gesang, Cello, Flöte, Marimba und Vibraphon) des Creative Jazz, der auch als Fusionmusiker und Singer-Songwriter aktiv ist.

## Leben und Wirken
Jackson begann als Kind mit dem Schlagzeug, um sich ab dem zwölften Lebensjahr auf die Gitarre zu konzentrieren. Zunächst arbeitete er als Singer-Songwriter und spielte in Blues- und Folkbands, bevor er sich der Creative Music der AACM widmete. Er spielte regelmäßig mit Leo Smith, ab Mitte der 1970er Jahre auch mit Oliver Lake, Anthony Braxton, Fred Hopkins, Phil Wilson, George Lewis, Barry Altschul und Muhal Richard Abrams, u. a. zu hören auf den Mitschnitten der Wildflowers Loft Sessions (1976). Dann bildete er ein Trio mit Anthony Davis und Pheeroan AkLaff. Anfang der 1980er Jahre wendete er sich der Rockmusik zu und gründete die Gruppe Signal; 1981 trat er in Berlin auf (Rockpalast-Mitschnitt). Um nicht mit Michael Jackson verwechselt zu werden, nannte er sich nun Michael Gregory. Bei Island Records veröffentlichte er Situation X (1983), hatte aber zunehmend Probleme mit den Musikproduzenten und zog sich schließlich nach Massachusetts zurück. In den letzten Jahren arbeitete er mit Stephen Allen, aber auch wieder mit Oliver Lake. Er ist auch auf Aufnahmen von Oliver Lake, Pheeroan aKlaff, Nona Hendryx, Amina Claudine Myers, den Coyote Sisters, Louis Guarino und Viva Monroe zu hören.

## Diskographische Hinweise
- Clarity (1976, mit Oliver Lake, David Murray, Leo Smith)
- Gifts (Novus/Arista, 1979, mit Baikida Carroll, Marty Ehrlich, Jay Hoggard, Jerome Harris, Fred Hopkins, Pheeroan AkLaff)
- Cowboys, Cartoons & Assorted Candy (Enja, 1982, wieder veröffentlicht als The Way We Used to Do It)
- What to Where (Jive/Novus, 1987)
- Towards the Sun (Golden Records, 2003)
- Spirit Signal Strata (Golden, 2017)
- Frequency Equilibrium Koan (2021), mit Julius Hemphill, Abdul Wadud, Pheeroan akLaff
- Ronnie Burrage / Michael Gregory Jackson / Jair-Rôhm Parker Wells: FlowSonic, 2023

## Lexigraphische Einträge
- Martin Kunzler: Jazz-Lexikon. Band 1: A–L (= rororo-Sachbuch. Bd. 16512). 2. Auflage. Rowohlt, Reinbek bei Hamburg 2004, ISBN 3-499-16512-0.